# Arthur Cleveland Bent
Arthur Cleveland Bent (* 25. November 1866 in Taunton, Massachusetts; † 30. Dezember 1954 ebenda) war ein US-amerikanischer Geschäftsmann, Ornithologe und Oologe.

## Leben und Wirken
Sein Vater William Henry Bent (1839–1921) war Buchhalter bei den Mason Machine Werken. Am 14. Juni 1865 heiratete dieser Harriet Fellowes, geborene Hendee (1845–1873), die bereits am 21. Februar 1873 verstarb. Aus der Ehe gingen Arthur Cleveland, Frederick Hendee (1869–1897) und Charles (1873–1873), der wahrscheinlich bei der Geburt verstarb, hervor. Der Vater heiratete am 30. Januar 1885 zum zweiten Mal Sarah E. Chesborough. Arthur Cleveland heiratete am 23. Oktober 1895 Rosalba Peale Smith, von der er sich 1911 kinderlos scheiden ließ. Es folgte am 20. Januar 1914 eine zweite Ehe mit Madeleine Vincent Godfrey (1888–1974), die ihn mit den drei verheirateten Töchtern Humphrey Barker, H. Sheldon Smith und Lloyd Knox überlebte. Der einzige Sohn der beiden, Frederick Hendee Bent (1914–1915), verstarb im Kindesalter an einer Herzkrankheit.
Seine Grundschulzeit verbrachte Bent an der lokalen öffentlichen Schule, bevor er an die Secondary School Bristol Academy in Taunton wechselte. Nach sieben Jahren und erfolgreichem Abschluss besuchte er die Harvard University, die er 1889 mit Ehrung und dem Bachelor of Arts abschloss. Noch im gleichen Jahr begann er seine erste Arbeitsstelle bei der Massachusetts National Bank.
Doch schon früh im Jahr 1890 wechselte er nach Fall River, um bei der Crescent Mills das Gewerbe der Baumwollspinnerei zu erlernen. Im Jahr 1891 übernahm er die Leitung der Seamless Pocket Mill in Plymouth, eine Position, die er vier Jahre innehatte. Nebenbei agierte er als Manager bei Atlantic Covering Co., einer Firma, die Kupferlackdraht herstellte, um sich seinen kargen Lohn aufzubessern. Das Geld investierte er gemeinsam mit John Scott in die Firma Plymouth Electric Light Co., die sie für 87.500 Dollar von der General Electric Co. erwarben. Als Folge der Wirtschaftskrise im Jahr 1893 ging das Unternehmen insolvent. Er überzeugte General Electric Co., dass er die Sache in Ordnung bringen könne, und schaffte es schließlich, seine und die Schulden des inzwischen verstorbenen Scott abzutragen. Nach dieser schwierigen Zeit arbeitete er als angesehener Geschäftsmann. In seinen 60er Jahren verkaufte er schließlich seine Anteile und widmete sich ausschließlich der Ornithologie. Von 1900 bis 1930 war er Buchhalter und Präsident von General Electric Co. und von 1900 bis 1914 Geschäftsführer der Mason Machine Works. Außerdem war er Vice President bei Campbell Printing Press and Manufacturing Co, Präsident der Autoplate Co. of America, Direktor der Jager Engine Co. und der Corr Manufacturing Co. Da er bevorzugt heimatnah arbeitete, organisierte und entwickelte er dort kleinere Unternehmen. Hier leitete er als Präsident der Provincetown Light and Power Co., der Old Colony Light and Power Association, als Direktor der Plymouth Gas Co., der Southeastern Massachusetts Power and Electric Co. sowie als Verwalter der Massachusetts Utilities Associates zahlreiche Unternehmen.

## Soziales Engagement
1906 war er Beigeordneter von Taunton und schließlich 1910 eines der neun Mitglieder des Gemeinderats als Teil einer neuen Stadtcharta. Außerdem war er drei Jahre im Schulkomitee. Während des Ersten Weltkriegs diente er als Korporal bei der Staatsgarde. Später gab er bei den öffentlichen Auftritten des Gouverneurs Geleitschutz. Als Bauernvertreter der Lebensmittelverwaltung versuchte er die Landwirte von Bristol County zur Mehrproduktion zu bewegen und in enger Zusammenarbeit mit dem Freistellungsgremium, die Landwirte freizustellen, die genügend produzierten. Er war Mitglied des lokalen Komitees für öffentliche Sicherheit und ein Four Minute Men. Als Präsident der Bristol County Academy of Science, Taunton Chamber of Commerce und Verwalter der Taunton Savings Bank engagierte er sich für die Öffentlichkeit. Als Vice President der Associated Charities of Taunton lagen ihm Wohltätigkeiten für Bedürftige am Herzen. Als in den 1930ern die wirtschaftliche Depression einsetzte, trieb er als Vorsitzender des sogenannten Rochester Plans 300.000 $ ein, um die Arbeitslosigkeit zu bekämpfen. Sein besonderes Interesse galt der Jugend. Für seine Dienste als Pfadfinder-Beauftragter des Annawon Councils der Boy Scouts of America wurde er mit dem „sibernen Biber“ ausgezeichnet. Sein Engagement für die John Burroughs Association brachte ihm 1940 die Verleihung der John-Burroughs-Medaille. Auch für die Massachusetts Society for the Prevention of Cruelty to Children und Social Welfare League stand er als Präsident zur Verfügung. Tiefreligiös setzte er sich als Gemeindevertreter in der St. Thomas Episcopal Church von Taunton ein.

## Bent als Wissenschaftler
Nach dem frühen Tod seiner Mutter war es sein Vater, der ihn zu Freiluftaktivitäten motivierte, um seine körperliche Leistungsfähigkeit zu fördern. So durchstreiften Vater und Sohn die leicht zu erreichenden Wälder und Landschaften rund um Taunton. Später war er meist alleine unterwegs, da seine Freunde die Leidenschaft für die Natur nicht teilten. Durch die fehlende Mobilität in seiner Jugend waren seine Ausflüge zunächst auf lokale Gebiete begrenzt. Erweiterte Exkursionen nach Rehoboth oder Fall River waren für Bent eher die Ausnahme. Bei einem dieser Exkursionen lernte er Owen Durfee (1863–1933) aus Fall River kennen, der schließlich ein wichtiger Mentor für Bent wurde. Schon in der Kindheit begann Bent Eier und Vogelbälge zu sammeln. Bei seinen späteren Reisen wuchs seine Vogelsammlung an, sodass später ca. 12.000 Exponate an das Louis Agassiz Museum of Comparative Zoology übergeben werden konnten. Das National Museum of Natural History erhielt seine aus ca. 30.000 Eiern bestehende Eiersammlung.
Trotz seiner enormen Verpflichtungen fand er Zeit, gelegentlich kleinere ornithologische Artikel zu publizieren. Im Jahr 1885 war er alleine in einem Sumpfgebiet in North Middleboro unterwegs. Hier versuchte er in einer Höhle das Nest eines Streifenkauzes zu erreichen und stürzte ab. Beim Sturz verkeilte sich sein Arm in einer Spalte. Wie er sich davon befreien konnte, war ihm später ein Rätsel. Als Erinnerung an dieses Erlebnis blieb ihm Zeit seines Lebens eine zitternde Hand.
Im Jahr 1912 beschrieb Bent eine Unterart des Alpenschneehuhns, die neu für die Wissenschaft war und dem heute Namen Lagopus muta sanfordi trägt. Gelegentlich findet man Loxia curvirostra percna Bent, 1913 in der Literatur. Dieser Name gilt heute als Synonym zu Loxia curvirostra pusilla.
An der Harvard University half er als Mitarbeiter im Teilbereich Ornithologie, der zum Museum of Comparative Zoology gehörte. In Washington hatte er den Vorsitz in Biologie am Smithsonian Institute und zusätzlich den Rang eines freien Mitarbeiters am United States National Museum inne. Es dauerte bis ins Jahr 1910, als er die unvollendete Arbeit von Charles Emil Bendire (1836–1897) übernahm. Mit der Ermunterung durch Charles Foster Batchelder (1856–1954) verpflichtete er sich für das Smithsonian Institute sechs Bände von Life histories of North American Birds zu schreiben.
Für das Monumentalwerk bereitete er sich durch gezielte Reisen vor. So besuchte er 1901 mit Herbert Keightley Job (1864–1933) und C. Godfrey Day North Dakota, 1902 und 1903 ebenfalls mit Job und Day Florida, 1904 mit Job, Morton L. Church und James Lee Peters (1889–1952) die Magdalenen-Inseln und Nova Scotia, 1905 mit Job, Day und Louis Bennett Bishop (1865–1950) Assiniboia, 1906 mit Bishop und Jonathan Dwight (1858–1929) Saskatchewan, 1907 mit Bishop Cobbs Island und Nova Scotia, 1908 mit Frank Michler Chapman (1864–1945) und Louis Agassiz Fuertes (1874–1927) Florida Keys, 1909 mit Charles Wendell Townsend (1859–1934) den südlichen Teil Labradors, 1910 alleine die Küste Louisianas, 1911 mit Alexander Wetmore (1886–1978), Rollo Howard Beck (1870–1950) und Frederick Bridgham McKechnie (1882–1913) die Aleuten und Alaska, 1912 mit Donald Baxter MacMillan (1874–1970) Neufundland und den östlichen Teil Labradors, 1913 mit Job und Frank Seymour Hersey (1884–?) Manitoba, 1914 mit seiner Frau Madeleine Kalifornien und die kanadischen Rocky Mountains, 1915 mit seiner Familie und Arthur Trezevant Wayne (1863–1930) South Carolina und alleine die Magdalenen-Inseln, 1916 mit Harold Harris Bailey (1878–1962) Virginia, 1917 alleine den Norden Saskatchewans, 1920 mit seiner Familie Percé, 1922 mit Francis Cottle Willard (1874–1930) Arizona, 1923 mit George Finlay Simmons (1895–1955) Texas, 1924 bis 1925 mit seiner Familie Zentralflorida, 1926 erneut mit seiner Familie Zentralflorida, 1929 mit der Familie Kalifornien und schließlich 1930 ebenfalls mit der Familie Südflorida.
Er ermutigte Ornithologen aus der ganzen Welt, ihm jede verfügbare Information über nordamerikanische Vögel zu melden und band schließlich auch Koautoren in sein Werk mit ein. Am Ende wurden es 19 Bände, die unter seinem Namen erschienen. Der 20ste über Webervögel, Stärlinge und Tanager erschien postum einige Jahre später. Weitere Bände wurden auf Basis seiner Manuskripte von Oliver Luther Austin Jr. (1903–1988) fertiggestellt.
Wie angesehen er unter Ornithologen war, zeigte sich an seinem 80. Geburtstag im Nuttall Ornithological Club, denn es kamen ornithologische Schwergewichte wie James Lee Peters, Hoyes Lloyd (1888–1978), James Paul Chapin (1889–1964), Ludlow Griscom (1890–1959), Alfred Otto Gross (1893–1970), Frederick Charles Lincoln (1892–1960), Harry Church Oberholser (1870–1963) und Alexander Wetmore.

## Mitgliedschaften
Im Segregansett Country Club war Bent zeitweise Präsident und war Mitglied im Taunton Yacht Club, Taunton Rod and Gun Club sowie dem Bristol Branting Club. Außerdem brachte er sich in der Massachusetts Audubon Society, in der er Ehren-Vice-President wurde, in der Mansfield Fish and Game Protective Association, in der Massachusetts Forest Association, in der American Forestry Association und der National Audubon Society ein. Zu den anderen Vereinen, in denen er Mitglied war, zählten der Old Colony Club in Plymouth, der Harvard Clubs in Taunton, Fall River und Boston, der University Club in Boston, der Cosmos Club in Washington und der Explorers Club in New York, in dem er Ehrenmitglied wurde.
Am 18. November 1888 wurde er zum Mitglied des Nuttall Ornithological Club gewählt. Die Mitgliedschaft erlosch aufgrund der Satzung des Clubs, als er an die University of Cambridge wechselte. Durch die Unterbrechung konnte nie seine 50-jährige Mitgliedschaft im Hause seines Förderers Batchelder feiern, obwohl er 1896 erneut zum Mitglied gewählt wurde und von 1902 bis 1919 im Führungsgremium war. Am 15. Oktober 1845 wurde er dort zum Ehrenmitglied gewählt, eine Ehre, die bis dahin nur Henry W. Henshaw (1850–1930), John Hall Sage (1847–1925) und Witmer Stone (1866–1939) zugutekam. 1893 wurde er Mitglied des Wilson Ornithological Club. Erst 1909 wurde er Mitglied der American Ornithologists’ Union (A.O.U.) und 1920 ein Fellow. 1929 wurde er zum Vice President und 1935 zum Präsident gewählt. Ebenfalls 1909 wurde er Mitglied des Cooper Ornithological Clubs, 1933 dort Ehrenmitglied. Andere Institutionen, mit denen Bent in Verbindung stand, waren die Boston Society of Natural History, die Linnean Society of London, die Academy of Natural Sciences of Philadelphia, die California Academy of Sciences und die Maine Audubon Society. Von der A.O.U. bekam er 1923 die William-Brewster-Medaille und 1949 die Daniel-Giraud-Elliot-Medaille der National Academy of Sciences verliehen.

## Dedikationsnamen
Allan Robert Phillips ehrte ihn 1991 im Namen Turdus assimilis benti, einer Unterart der Weißkehldrossel. Ludlow Griscom nannte 1937 eine Unterart des Fichtenkreuzschnabel (Loxia curvirostra benti).

## Werke (Auswahl)
- A new subspecies of Ptarmigan from the Aleutian Islands. In: Smithsonian miscellaneous collections. Band 56, Nr. 30, 1912, S. 1–2 (online [abgerufen am 3. Mai 2016]).
- A new subspecies of Crossbill from Newfoundland. In: Smithsonian miscellaneous collections. Band 60, Nr. 15, 1913, S. 1–3 (online [abgerufen am 3. Mai 2016]).
- Life histories of North American diving birds: order Pygopodes (= Bulletin (Smithonian Institute, United States National Museum). Nr. 107). Government Printing Office, Washington 1919 (online [abgerufen am 3. Mai 2016]).
- Life histories of North American gulls and terns: order Longipennes (= Bulletin (Smithonian Institute, United States National Museum). Nr. 113). Government Printing Office, Washington 1921 (online [abgerufen am 3. Mai 2016]).
- Life histories of North American petrels and pelicans and their allies: order Tubinares and order Steganopodes (= Bulletin (Smithonian Institute, United States National Museum). Nr. 121). Government Printing Office, Washington 1922 (online [abgerufen am 3. Mai 2016]).
- Life histories of North American wild fowl: order Anseres (part 1) (= Bulletin (Smithonian Institute, United States National Museum). Nr. 126). Government Printing Office, Washington 1923 (online [abgerufen am 3. Mai 2016]).
- Life histories of North American wild fowl: order Anseres (part 2) (= Bulletin (Smithonian Institute, United States National Museum). Nr. 130). Government Printing Office, Washington 1925 (online [abgerufen am 3. Mai 2016]).
- Life histories of North American marsh birds: orders Odontoglossae, Herodiones and Paludicolae (= Bulletin (Smithonian Institute, United States National Museum). Nr. 135). Government Printing Office, Washington 1926 (online [abgerufen am 3. Mai 2016]).
- Life Histories of North American Shore Birds. Order Limicolae (Part 1) (= Bulletin (Smithonian Institute, United States National Museum). Nr. 142). Government Printing Office, Washington 1927, doi:10.5479/si.03629236.142.i (online [abgerufen am 3. Mai 2016]).
- Life Histories of North American Shore Birds. Order Limicolae (Part 2) (= Bulletin (Smithonian Institute, United States National Museum). Nr. 146). Government Printing Office, Washington 1929, doi:10.5479/si.03629236.146.i (online [abgerufen am 3. Mai 2016]).
- Life histories of North American Gallinaceous birds. Orders Galliformes and Columbiformes (= Bulletin (Smithonian Institute, United States National Museum). Nr. 162). Government Printing Office, Washington 1932 (online [abgerufen am 3. Mai 2016]).
- Life Histories of North American Birds of Prey: Order Falconiformes (Part 1) (= Bulletin (Smithonian Institute, United States National Museum). Nr. 167). Government Printing Office, Washington 1937, doi:10.5479/si.03629236.167.i (online [abgerufen am 3. Mai 2016]).
- In Memoriam: Frederic Hedge Kennard, 1865–1937. In: The Auk. Band 54, Nr. 3, 1937, S. 341–348 (englisch, online [PDF; 540 kB; abgerufen am 3. Mai 2016]).
- Life Histories of North American Birds of Prey: Orders Falconiformes and Strigiformes (Part 2) (= Bulletin (Smithonian Institute, United States National Museum). Nr. 167). Government Printing Office, Washington 1938, doi:10.5479/si.03629236.170.i (online [abgerufen am 3. Mai 2016]).
- Life Histories of North American Wookpeckers. Order Piciformes (= Bulletin (Smithonian Institute, United States National Museum). Nr. 174). Government Printing Office, Washington 1939, doi:10.5479/si.03629236.174.i (online [abgerufen am 3. Mai 2016]).
- Life Histories of North American Cuckoos, Goatsuckers, Hummingbirds, and their Allies. Orders Psittaciformes, Cuculiformes, Trogoniformes, Coraciiformes, Caprimulgiformes, and Micropodiiformes (= Bulletin (Smithonian Institute, United States National Museum). Nr. 176). Government Printing Office, Washington 1939, doi:10.5479/si.03629236.176.i (online [abgerufen am 3. Mai 2016]).
- Life Histories of North American Flycatchers, Larks, Swallows, and their Allies. Order Passeriformes (Families Cotingidae, Tyrannidae, Alaudidae, and Hirundinidae) (= Bulletin (Smithonian Institute, United States National Museum). Nr. 179). Government Printing Office, Washington 1939, doi:10.5479/si.03629236.179.i (online [abgerufen am 3. Mai 2016]).
- Life histories of North American jays, crows, and titmice: Order Passeriformes (= Bulletin (Smithonian Institute, United States National Museum). Nr. 191). Government Printing Office, Washington 1946 (online [abgerufen am 3. Mai 2016]).
- Life Histories of North American Nuthatches, Wrens, Thrashers, and their Allies: Order Passeriformes (= Bulletin (Smithonian Institute, United States National Museum). Nr. 195). Government Printing Office, Washington 1948, doi:10.5479/si.03629236.195.1 (online [abgerufen am 3. Mai 2016]).
- Life Histories of North American Thrushes, Kinglets, and their Allies: Order Passeriformes (= Bulletin (Smithonian Institute, United States National Museum). Nr. 196). Government Printing Office, Washington 1949, doi:10.5479/si.03629236.196.1 (online [abgerufen am 3. Mai 2016]).
- Life Histories of North American Wagtails, Shrikes, Vireos, and their Allies: Order Passeriformes (= Bulletin (Smithonian Institute, United States National Museum). Nr. 197). Government Printing Office, Washington 1950, doi:10.5479/si.03629236.197.1 (online [abgerufen am 3. Mai 2016]).
- Life Histories of North American Wood Warblers: Order Passeriformes (= Bulletin (Smithonian Institute, United States National Museum). Nr. 203). Government Printing Office, Washington 1953, doi:10.5479/si.03629236.203.1 (online [abgerufen am 3. Mai 2016]).
- Life Histories of North American Blackbirds, Orioles, Tanagers, and Allies: Order Passeriformes: Families Ploccidae, Icteridae, and Thraupidae (= Bulletin (Smithonian Institute, United States National Museum). Nr. 211). Government Printing Office, Washington 1958, doi:10.5479/si.03629236.211.1 (online [abgerufen am 3. Mai 2016]).
- mit Oliver Luther Austin Jr.: Life Histories of North American Cardinals, Grosbeaks, Buntings, Towhees, Finches, Sparrows, and Allies (Part 1) Order Passeriformes Family Fringillidae Genera Richmondena through Piplo (part) (= Bulletin (Smithonian Institute, United States National Museum). Nr. 237). Government Printing Office, Washington 1958, doi:10.5479/si.03629236.237.1 (online [abgerufen am 3. Mai 2016]).
- mit Oliver Luther Austin Jr.: Life Histories of North American Cardinals, Grosbeaks, Buntings, Towhees, Finches, Sparrows, and Allies (Part 2) Order Passeriformes Family Fringillidae Genera Piplo (part) through Spizella (= Bulletin (Smithonian Institute, United States National Museum). Nr. 237). Government Printing Office, Washington 1958, doi:10.5479/si.03629236.237.1 (online [abgerufen am 3. Mai 2016]).
- mit Oliver Luther Austin Jr.: Life Histories of North American Cardinals, Grosbeaks, Buntings, Towhees, Finches, Sparrows, and Allies (Part 3) Order Passeriformes Family Fringillidae Genera Zonotrichia through Emberiza Literature Cited and Index (= Bulletin (Smithonian Institute, United States National Museum). Nr. 237). Government Printing Office, Washington 1958, doi:10.5479/si.03629236.237.1 (online [abgerufen am 3. Mai 2016]).